# ヴィットリオ・グレゴッティ
ヴィットリオ・グレゴッティ（イタリア語: Vittorio Gregotti, 1927年8月10日 - 2020年3月15日）は、イタリアの建築家。
ノヴァーラで生誕した。ミラノ工科大学で学位を習得した。主な代表な建築物はエスタディ・オリンピック（バルセロナ）、ベレン文化センター（ベレン）、アルチンボルディ劇場（ミラノ）など。
2020年3月15日、ミラノで2019新型コロナウイルスによる急性呼吸器疾患のため死去した。

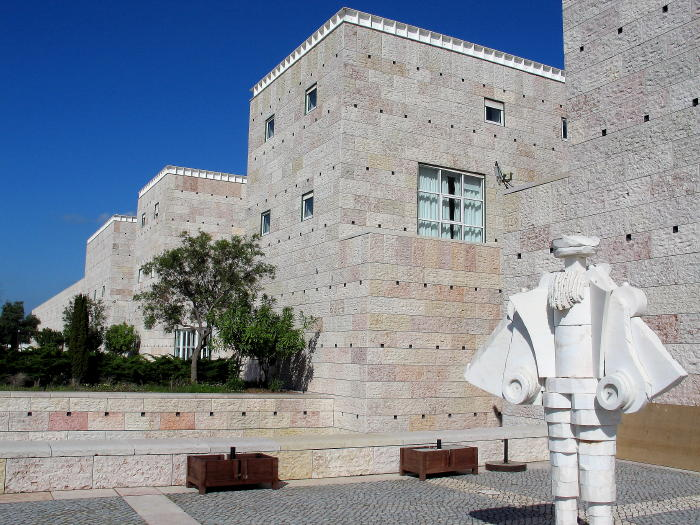
ベレン文化センター (1988年–1993年)